# 華山益夫
華山 益夫（はなやま ますお、1942年9月7日 - ）は、日本の俳優である。プロダクション・タンク所属。東京都出身。

## 来歴
東京大学、シェイクスピアシアター演劇研究所出身。

## 出演作品

### テレビ
- ザ!世界仰天ニュース
- 美の巨人たち

### 映画
- 山本五十六

### 吹き替え
- ハイジ
- 名探偵モンク6
- ビハインド・ザ・エネミーライン

### オリジナルビデオ
- ゴースト RE:BIRTH 仮面ライダースペクター

### アニメ
- カルルとふしぎな塔

### ボイスオーバー
- 世界のドキュメンタリー
- ミステリーファイル

### VP
- 実践!専門医のCOPD問診テクニック2
- 福祉専門学校

### 舞台
- シェイクスピア・シアター
  - ヴェローナの二紳士
  - こころ

### オペラ
- 二期会
  - 四国支部 オペラ「フィガロの結婚」
  - 名古屋支部 オペラ「トゥーランドット」
- 第1回〜第3回　華山益夫　テノールリサイタル

### その他
- kinki kids ミュージックビデオ